# デシャップ
デシャップ（Dish Up）とは一般的に飲食店の厨房とパントリーの窓口に当たり、厨房内で調理された全ての料理が上がってくる場所のことである。
また、キッチンとホールをつなぐ「デシャップ業務」のことを「デシャップ」と呼ぶことがある。その他、ディシャップやデショップなどと言われることもある。

## デシャップ業務
「デシャップ」と呼ぶことがある。普通は厨房側に人を配置されるが、パントリーがある場合には、パントリーに置かれる。
厨房内全体の進行状況や、出されている注文のすべてを把握し、常時各厨房内で調理する者すべてに指示を出す。さらには、上がってきた料理の盛り付け、確認、ホール係とのやり取り、各テーブルへの料理の行き具合を一元的に管理する役でもあり、閑散時以外にはおおよそこの役なしでは店全体がまわらない。そのためそこに配置される者は、相応の期間その店で働いている正社員ないしそのアルバイト店員であることが多い。